# Dichagyris fredi
Dichagyris fredi är en fjärilsart som beskrevs av Brandt 1938. Dichagyris fredi ingår i släktet Dichagyris och familjen nattflyn. Inga underarter finns listade i Catalogue of Life.